# Ростовка
Росто́вка (каз. Ростовка) — село у складі Бухар-Жирауського району Карагандинської області Казахстану. Адміністративний центр Ростовського сільського округу.
Населення — 1776 осіб (2021; 1915 у 2009, 1595 у 1999, 1824 у 1989).
Національний склад станом на 1989 рік:
- росіяни — 39 %;
- німці — 21 %;
- казахи — 20 %.